# Karpinskiy (cráter)

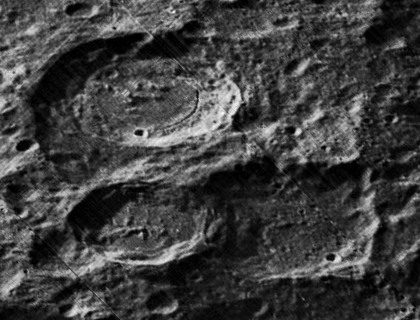
Vista oblicua de Karpinskiy (arriba izquierda), Ricco (abajo izquierda), y Milankovic (abajo derecha), desde el Lunar Orbiter 5

Karpinskiy es un cráter de impacto localizado en el hemisferio norte de la cara oculta de la Luna. Es concéntrico con una formación más grande y más antigua que se halla en el borde meridional. Este borde combinado da a Karpinskiy una pared interior más grande y más ancha en su cara sur. Justo al norte se halla la formación de doble cráter de Milankovic y Ricco, que atraviesa la parte norte del gran cráter que contiene a Karpinskiy. Al sureste de Karpinskiy se encuentra el cráter más pequeño Schjellerup.
|  |

La pared interior de Karpinskiy aparece aterrazada, particularmente en su mitad norte. La mitad sur es irregular y más ancha, pero carece de un sistema de terrazas bien definido. Un pequeño cráter se encuentra en la pared interior sur. El suelo interior es más plano en la mitad norte y un poco más áspero y montañoso en el sur, particularmente cerca del punto medio del cráter. Presenta un sistema de grietas en la parte norte de su plataforma, con la rima más prominente siguiendo un arco casi paralelo a la pared interna, acercándose al borde en el noreste, donde se une al borde de otro cráter más pequeño con forma de cuenco.
Este cráter es a veces también escrito como "Karpinsky".

## Cráteres satélite

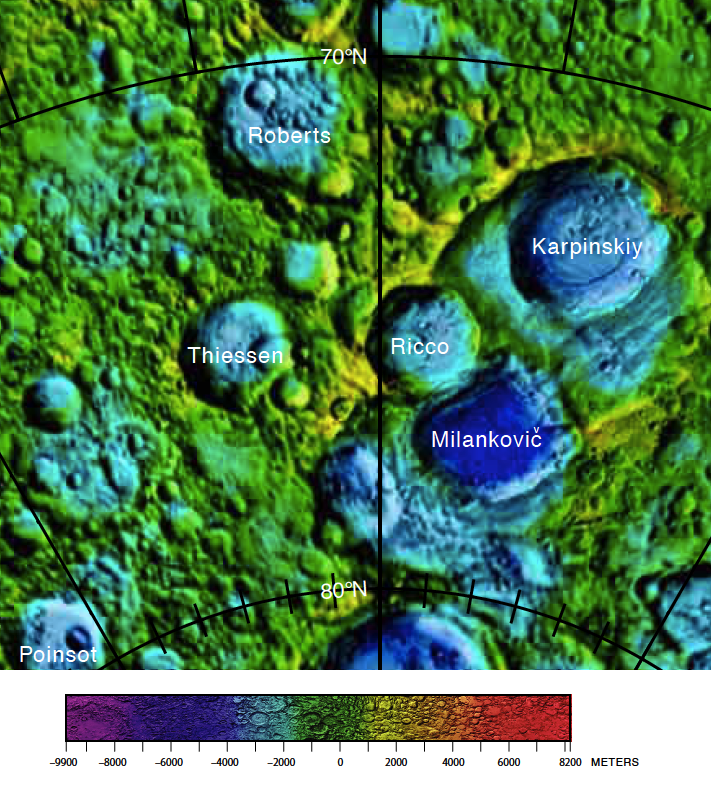
Localización de Karpinskiy

Por convención estos elementos son identificados en los mapas lunares poniendo la letra en el lado del punto medio del cráter que está más cercano a Karpinskiy.
|            | \| Karpinskiy \| Coordenadas \| Diámetro \| \| ---------- \| ------------------------------ \| -------- \| \| J \| 71°30′N 175°06′E / 71.5, 175.1 \| 25 km \| |          |
| Karpinskiy | Coordenadas | Diámetro |
| J          | 71°30′N 175°06′E / 71.5, 175.1 | 25 km    |